# Argyronome japonica
Argyronome japonica är en fjärilsart som beskrevs av Ménétriés 1857. Argyronome japonica ingår i släktet Argyronome och familjen praktfjärilar. Inga underarter finns listade i Catalogue of Life.